# Los Vasitos
Los Vasitos är en ort i Mexiko.   Den ligger i kommunen Culiacán och delstaten Sinaloa, i den centrala delen av landet, 1 000 km nordväst om huvudstaden Mexico City. Los Vasitos ligger 200 meter över havet och antalet invånare är 329.
Terrängen runt Los Vasitos är kuperad österut, men västerut är den platt. Runt Los Vasitos är det mycket glesbefolkat, med 6 invånare per kvadratkilometer. Närmaste större samhälle är Sanalona, 20,0 km norr om Los Vasitos. I omgivningarna runt Los Vasitos växer huvudsakligen savannskog.